# Gustave Riquet (peintre)
Gustave David Riquet (26 juin 1866-27 juillet 1938) est un peintre français qui a surtout œuvré dans le département de la Somme.

## Biographie
Gustave Riquet est le fils d'un négociant de Nîmes.
Il a étudié dans les ateliers de Carolus-Duran, Dubufe et Galland père.
En 1897, il est nommé professeur de peinture et de composition décorative à l'École régionale des Beaux-Arts d'Amiens. C'est ainsi qu'il devient Amiénois d'adoption, et le restera jusqu'à son décès. Il demeurait au 57 rue des Cordeliers.
Son œuvre, à Amiens et dans la région, est importante : tableaux de chevalet, aquarelles ou illustrations (menus, diplômes...) et, surtout, peinture monumentale. La plus grande part de cette œuvre est consacrée à l'art religieux.
Pierre Dubois, dans son article paru dans le Journal d'Amiens en 1924, qualifie ainsi le peintre : « La composition, impeccablement ordonnée et dessinée, de ses pages hagiographiques ou de ses allégories, est toujours simple, très lisible : pas de mise en scène, d'accessoires en surcharge, de « fioritures » ; l'art n'est religieux que s'il est probe., clairement démonstratif, sans afféterie.
Les coloris, fournis par une palette étendue, sont franchement posés, leur harmonie obtenue sans les roueries, si fréquentes, les « ficelles » du métier.
Cet idéalisme de conception et cette loyauté de technique apparemment M. Riquet [les doit] aux grands primitifs florentins et aux « préraphaélites » anglais du milieu du XIXe siècle : ce sont deux groupes de maîtres nobles et puissants. Mais notre peintre, en les prenant pour conseillers, a su défendre son propre et tout moderne tempérament. »
Il devient membre de la Société des Artistes français en 1908. Il est aussi officier de l'Instruction publique.
Il meurt à Nîmes le 27 juillet 1938, étant toujours domicilié à Amiens.

## Œuvres principales
- Mens (Isère), Café des Arts : décoration murale[3] (scènes rurales et des paysages sur la Matheysine et le Trièves, 1896)

Tous les lieux cités ci-dessous se trouvent dans le département de la Somme, et il s'agit de peinture décorative.
- Amiens : 
  - chapelle du grand séminaire : La Foi et la Charité faisant du Bienheureux Clet un martyr (1901) et la Nativité (1908)
  - Salons Godbert : panneaux
  - chapelle des Dominicains : Vision d'Honorius et Vision de saint Dominique (vers 1924)
  - église du Sacré-Cœur : fresque du Sacré-Cœur et des Anges ornant la conque absidiale[4] (1924)
  - Monument de Jean Cosserat : mosaïque décorative Les Chutes de lauriers et de chênes
  - Théâtre Sévigné : Lafleur de Barbier, composition ornant le proscenium
- Beauquesne, église : mosaïque Les anges du sacrifice et de la victoire
- Boves, église : peinture représentant Sainte Ulfe, saint Domice ; sainte Godeberte ; saint Fuscien et saint Gentien ; un ange[5] (1900)
- Chépy, église : Vocation de saint Pierre
- Devise, château : plafond Hymne au jour (détruit au cours de la Grande Guerre)
- Doingt, peintures murales de l'église Notre-Dame-de-l'Assomption
- Flesselles, église : fresque L'apothéose du Poilu[6] (vers 1921)
- Gézaincourt, église : Crucifixion
- Méricourt-l'Abbé : voûte du chœur de l'église Saint-Hilaire
- Saint-Riquier, chapelle du petit séminaire : Fresque de la chapelle abritant l'autel de saint Crescent (église détruite en 1974)

Quelques peintures de chevalet :
- Une course de taureaux aux Arènes d'Arles (1894)
- Le Béguinage de Bruges (1903) (présentées au Salon des Artistes français)
- Les ravaudeuses de filet à Collioure  (1907) (présentées au Salon)
- Jeune picarde à Daours (1920) (présentées au Salon)